# Tahnoun bin Mohammed Stadium
Das Tahnoun Bin Mohamed Stadium (arabisch استاد طحنون بن محمد) ist ein Fußballstadion mit Leichtathletikanlage in al-Ain im Emirat Abu Dhabi. Das Stadion ist neben dem 2014 eröffneten Hazza-Bin-Zayed-Stadion eines der beiden Heimstadien des al Ain Club, der in der höchsten Liga des Landes, der UAE Arabian Gulf League, spielt. Die Anlage wurde am 20. August 1987 eröffnet und bietet 9.000 Zuschauern Platz.

## Geschichte
Das Stadion wurde am 20. August 1987 von Scheich Tahnoun bin Mohammed Al Nahyan eröffnet.
Im Oktober 2003 fand im Fußballstadion das erste Finalspiel der AFC Champions League zwischen dem al Ain Club und dem thailändischen Verein BEC-Tero Sasana statt. Durch einen 2:0-Sieg der Heimmannschaft und einer 0:1-Niederlage im Rückspiel im Rajamangala Stadium von Bangkok konnte der al Ain Club seinen ersten kontinentalen Titel gewinnen. Zwei Jahre später stand der Verein erneut im Finale, dieses Mal gegen den Ittihad FC aus Saudi-Arabien. Nach einem 1:1 im Hinspiel gab es eine 2:4-Niederlage beim Rückspiel im Prince Abdullah Al-Faisal Stadium in Dschidda.
Im November 2009 fand im Tahnoun Bin Mohamed Stadium der UAE International Cup statt. Die Teilnehmer waren die Nationalmannschaften aus Aserbaidschan, dem Irak, Tschechien und den Vereinigten Arabischen Emiraten. Nach einem Sieg im Elfmeterschießen gegen Tschechien unterlagen die Emiratis den Irakern im Finale mit 1:0.
Die Spielstätte war im Juli 2017 einer der Austragungsorte der in zehn Miniturnieren ausgetragenen Qualifikation zur U-23-Asienmeisterschaft 2018. Die Heimmannschaft qualifizierte sich nach Siegen gegen Nepal und den Libanon und einer Niederlage gegen Usbekistan nicht für die Endrunde.